# Goran Lojo
Goran Lojo (Saraievo, 2 agosto 1976) è un allenatore di pallacanestro bosniaco.

## Carriera
Ha guidato la Bosnia ed Erzegovina ai Campionati europei del 2021.